# مارتن برادلي
مارتن برادلي (بالإنجليزية: Martin Bradley)‏ (1 يناير 1886 في المملكة المتحدة - 1 يناير 1958) هو لاعب كرة قدم بريطاني (وحمل سابقاً جنسية المملكة المتحدة لبريطانيا العظمى وأيرلندا) في مركز مهاجم داخلي. لعب مع شيفيلد وينزداي وغريمسبي تاون ونادي بريستول روفيرز وMexborough Town F.C. ‏.